# Lysocine E
La lysocine E est un antibiotique découvert en 2014 par une équipe de chercheurs japonais de l'Université de Tokyo.

## Histoire
L'équipe a isolé la molécule antibiotique au terme d'un screening sur des vers à soie puis sur des souris.

## Mode d'action
La lysocine E interagit avec la ménaquinone (ou vitamine K2) présente dans les membranes bactériennes pour provoquer la mort des bactéries, tout en restant inoffensive pour les eucaryotes et donc pour l’être humain. Il s'agit d'un mode d'action différent de celui de tout autre antibiotique connu, ce qui crée ainsi une nouvelle famille d'antibiotiques.

## Utilisation
La lysocine E est efficace contre le Staphylococcus aureus résistant à la méticilline (SARM).